# L'escarabat d'or
L'escarabat d'or o La cuca d'or (original en anglès, The Gold-Bug) és un conte d'Edgar Allan Poe, publicat en el Dollar Newspaper entre el 21 de juny i el 28 de juny de 1843. El narrador ens explica la història que va viure William Legrand, un cavaller de Nova Orleans, al mig del bosc, en companyia d'un servent negre, Júpiter, i del descobriment d'un presumpte escarabat d'or, que podria tractar-se d'una part del tresor del pirata capità Kidd. El narrador, a instàncies de Legrand, participa en la recerca del tresor, que troben, i el segon revela el criptograma que l'ha dut a trobar-lo. És un dels contes més llargs de l'autor —més de 40 pàgines, depenent de l'edició—, i té dues parts clarament diferenciades: la primera, en un clima nocturn i de terror, en què agafa importància l'escarabat, que sembla una calavera, i la segona, racionalista, en què trenca el que aparentava la visió de Júpiter. Les dues parts estan molt ben dosificades, i el fan un dels relats més complets de Poe.

## El criptograma
En aquest conte l'autor utilitza la criptografia i hi ha una descripció detallada del mètode per a resoldre el criptograma, basat en la substitució simple de les lletres a partir d'una anàlisi de freqüències. El criptograma és:
```
53‡‡†305))6*;4826)4‡.)4‡);80
6*;48†8¶60))85;1‡(;:‡*8†83(88)
5*†;46(;88*96*?;8)*‡(;485);5*†
2:*‡(;4956*2(5*-4)8¶8*;40692
85);)6†8)4‡‡;1(‡9;48081;8:8‡1
;48†85;4)485†528806*81(‡9;48
;(88;4(‡?34;48)4‡;161;:188;‡?;

```

La clau (amb freqüència de les lletres) és:
```
a 5 (12)
b 2 (5)
c - (1)
d † (8)
e 8 (33)
f 1 (8)
g 3 (4)
h 4 (19)
i 6 (11)
j
k
l 0 (6)
m 9 (5)
n * (13)
o ‡ (16)
p . (1)
q
r ((10)
s) (16)
t ; (26)
u ? (3)
v ¶ (2)
w 
x
y : (4)
z

```

El missatge descodificat és:
```
53‡‡†305))6*;4826)4‡.)4‡);80
agoodglassinthebishopshostel

6*;48†8¶60))85;1‡(;:‡*8†83(88)
inthedevilsseatfortyonedegrees

5*†;46(;88*96*?;8)*‡(;485);5*†
andthirteenminutesnortheastand

2:*‡(;4956*2(5*-4)8¶8*;40692
bynorthmainbranchseventhlimb

85);)6†8)4‡‡;1(‡9;48081;8:8‡1
eastsideshootfromthelefteyeof

;48†85;4)485†528806*81(‡9;48
thedeathsheadabeelinefromthe

;(88;4(‡?34;48)4‡;161;:188;‡?;
treethroughtheshotfiftyfeetout 

```

El missatge descodificat amb espais, puntuació i majúscules és:
| « | (anglès) A good glass in the bishop's hostel in the devil's seat forty-one degrees and thirteen minutes northeast and by north main branch seventh limb east side shoot from the left eye of the death's-head a bee line from the tree through the shot fifty feet out. | (català) Un bon vidre a l'hostal del bisbe en la cadira del diable quaranta-un graus i tretze minuts nord-est i pel nord soca principal setena branca banda est tira des de l'ull esquerre de la calavera línia recta des de l'arbre pel tret cinquanta peus enllà. | » |